# EtSETOra
etSETOra（日语： Etosetora */?）號列車是由西日本旅客鐵道（JR西日本）行走於廣島站至尾道站之間的觀光列車（臨時列車）。列車途經吳線和山陽本線。
此條目同時記述「etSETOra」的前身瀨戶內Marine View（日语：／*/?），以及於吳線上行走的優等列車與觀光列車之演變。

## 概要
為配合在2020年10月至12月舉行的「瀨戶內廣島地方旅遊活動」，在2019年7月17日，JR西日本發表把「瀨戶內Marine View」的車輛進行改造。在10月16日，公布了把列車名稱決定定為「etSETOra」。在2020年7月10日，公布該列車的行走概要與徽標。列車名稱「etSETOra」是取自拉丁語的「等等」（Et cetera），日文的讀法為。另外，在廣島弁中的意思是「很多」，而乘坐列車能感受到「瀨戶內」的魅力而命名為「etSETOra」。

## 運行概況
原則上逢星期五、六、日和一行走。
共有1個往返班次，而上下行班次的車內服務有較大差異。在當初的行走區間與現時的行走區間與停車站也有相異。現時，上下行均行走同一區間和停靠相同停車站。

### 停車站
廣島站 - 吳站 - 安藝津站 - 竹原站 - 忠海站 - 三原站 - 尾道站
- 由於尾道站沒有折返設備，因此實際上會在備後赤坂站折返（當中尾道至備後赤坂之間為不載客班次）。

### 使用車輛與編成
所有車廂都是綠色車廂指定席，以2卡編成行走。「etSETOra」使用專用車輛（KiRo47形柴油列車）行走。該車輛原來行走後述的「瀨戶內Marine View」，後再該車輛再次改造為「etSETOra」專用車輛。在列車車身，使用瀨戶內海的「藍色」，以及於海岸線看見波浪的「白色」。車內座位顏色主題方面，1號車廂取自嚴島的紅葉之「紅色」，2號車廂取自瀨戶內的山之「綠色。
為了可以讓旅客觀賞沿線中，瀨戶內海的美景，因此列車車窗都比較大，並且設有一些座位是對向海邊。在列車改裝時，列車座位基本上沒有太大改動。

## 車內服務
車內設有商品販賣的地方，售賣路線沿線的商品（只限下行）。
另外，旅客可於在網上事前預約甜品與咖啡服務。上行和下行的餐單各有不同。另外，下行的1號車廂內設有酒吧台，該處可提供酒類飲料，例如瀨戶內的雞尾酒和東廣島的清酒。
此外此列車還有車內販賣服務，售賣水果等商品。

## 瀨戶內Marine View
瀨戶內Marine View（日语：／*/?）列車是由西日本旅客鐵道（JR西日本）行走於廣島站至三原站之間的快速列車（臨時列車）。在「瀨戶內Marine View」營運當時，還有其衍生列車清盛Marine View（日语：／*/?）。

### 概要
在2005年，廣島縣推行大型觀光企劃。主要在3月至8月的假日開設快速「瀨戶內散步號」，該列車使用211系的「超級沙龍夢路」行走。隨後在同年10月1日起，開設了觀光列車快速「瀨戶內Marine View」。
「瀨戶內Marine View」在2019年12月22日結束行走。把「瀨戶內Marine View」專用車輛改裝後開設全新觀光列車「etSETOra」，並於2020年10月3日起開始運行。

### 運行概況
截至結束行走前，「瀨戶內Marine View」為臨時列車，只於星期六及日行走，並只有1個往返班次。由於大部分行走區間都是單線，因此需要配合其他定期列車的時間表，列車會有機會在通過站作運輸停車。在2011年3月11日前，於運輸日共有2個往返班次。1號會從廣島站前往三原站，隨後2、3號會往返三原站至吳站之間，最後的4號會從三原站返回廣島站。另外在2017年2月26日前，列車班次名稱會附上班次編號，即「瀨戶內Marine View○號」。在一般情況下，下行列車的班次編號通常是單數，上行列車則為雙數，但是由於此列車以廣島站為基準，因此下行班次的編號會是雙數，上行班次則為單數（在2012年「清盛Marine View」運行之際，從宮島口站出發的列車是下行班次）。
作為NHK大河劇「平清盛」的相關企劃，在2012年1月7日至2013年1月14日之間的星期六及假日，該列車的行駛區間會從廣島站到發延長至宮島口站到發，並以「清盛Marine View」的名稱行駛。「清盛Marine View」列車設有專屬頭牌，當中會出現了由「大河劇《平清盛》廣島縣推進協議會」設計的角色「廣島清盛」。隨著劇集播映完畢，相關活動與列車也一同結束了。
作為2020年於廣島縣舉行地方旅遊活動前的Pre DC中，「瀨戶內Marine View」從2019年10月起至結束行走前，列車的行走區間延長至尾道站。

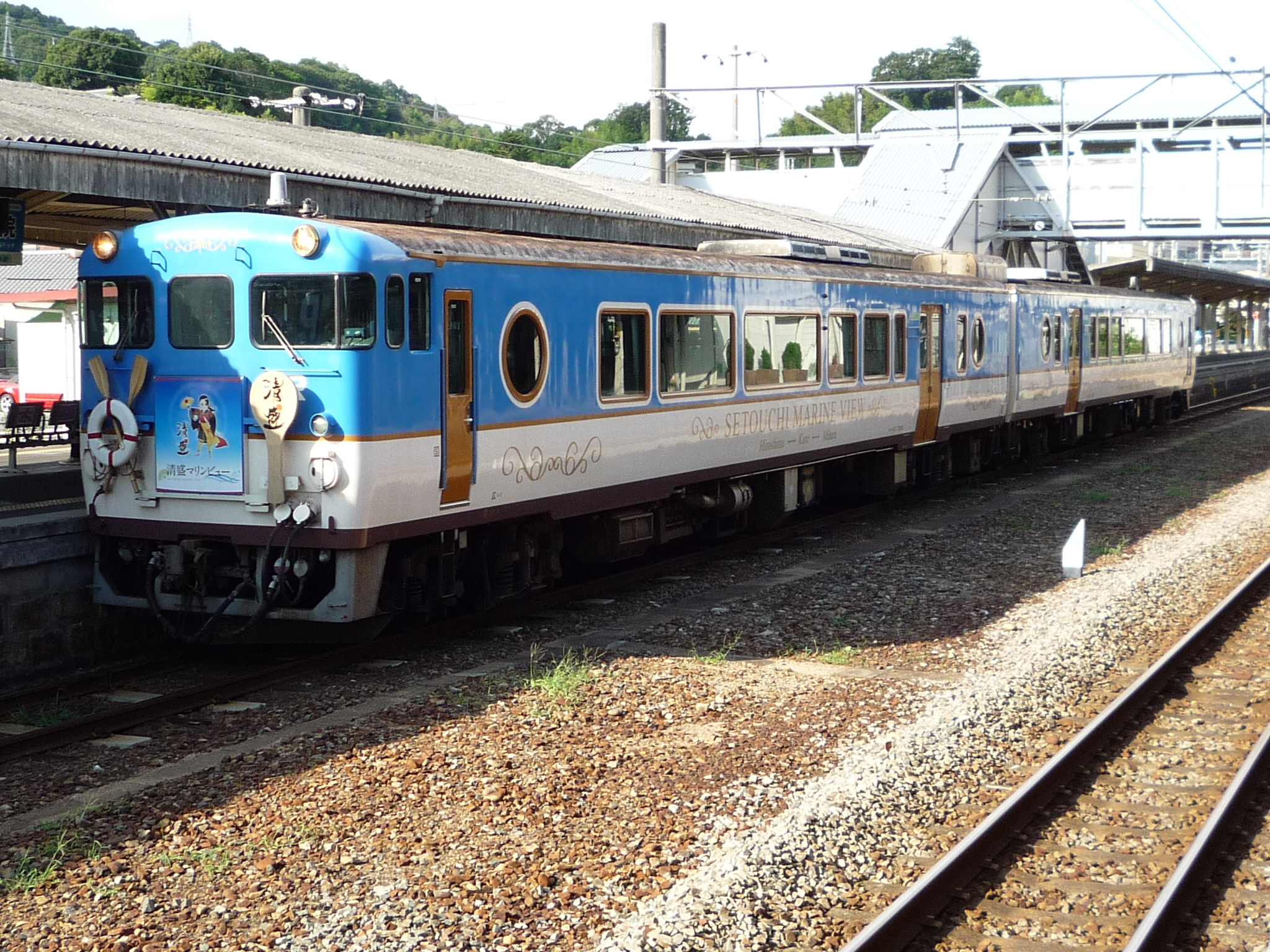
「清盛Marine View」（西廣島站）
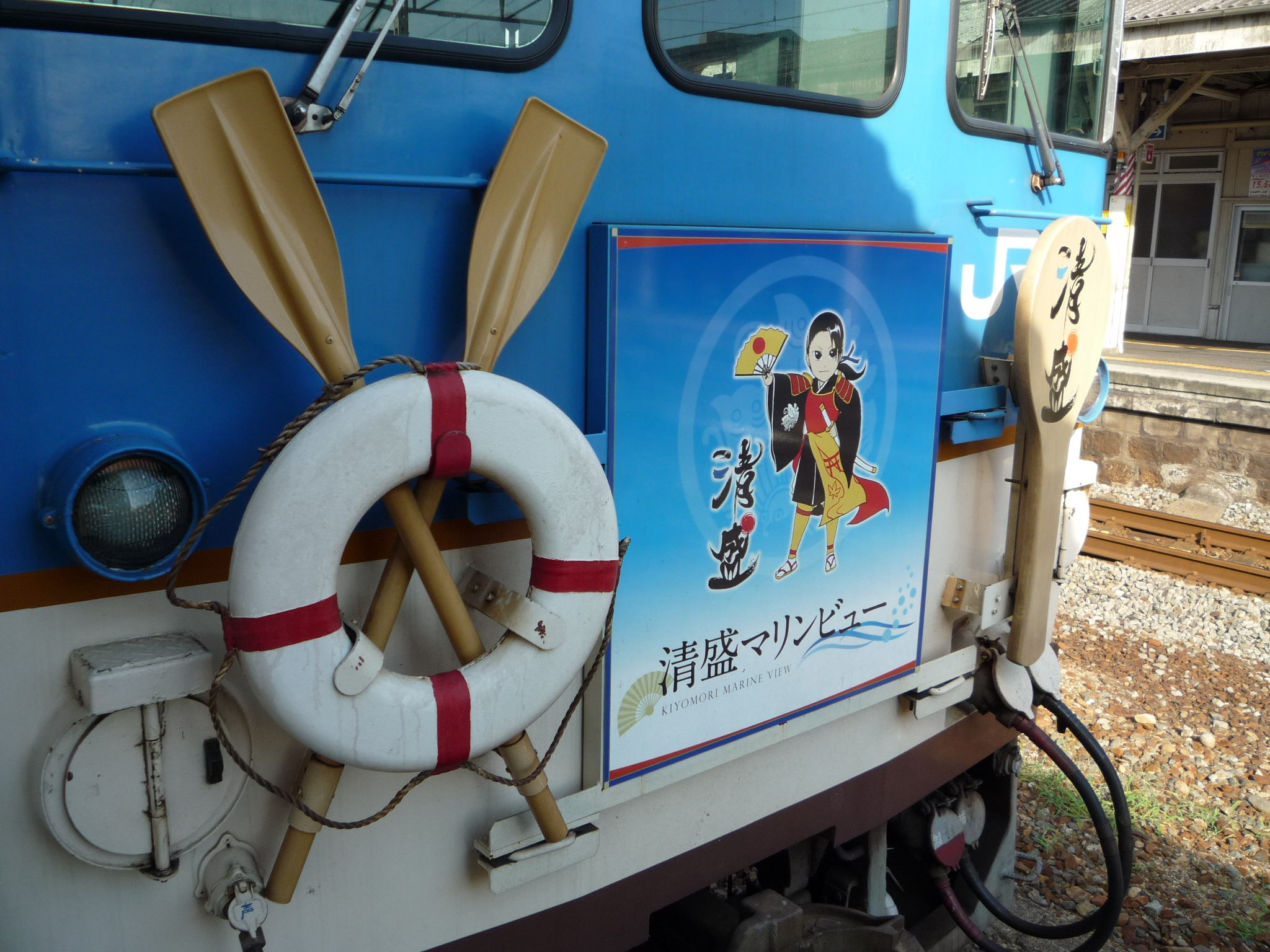
「清盛Marine View」與「瀨戶內Marine View」的車頭有相異的地方。當中頭牌會出現「廣島清盛」，另外，一邊的木槳變為了飯勺，在飯勺上印上了「清盛」之「杓文字」。

### 停車站
（宮島口站 -）廣島站 - 吳站 - 廣站 - 安藝川尻站 - 安浦站 - 安藝津站 - 竹原站 - 忠海站 - 三原站（- 尾道站) 
- 宮島口站至廣島站之間只限「清盛Marine View」的班次行走
- 三原站至尾道站之間只限2019年10月至12月之間行走

在2006年3月18日至2011年3月11日之間，列車於廣站至三原站之間各站停車。在2011年3月12日時間表修正中，回到2005年10月當初開始運輸一樣，該區間回復快速運輸。

### 使用車輛與編成
「瀨戶內Marine View」使用專用和經過改裝的KiHa47形柴油列車，以2卡編成行走。1號車廂是指定席，2號車廂是自由席。

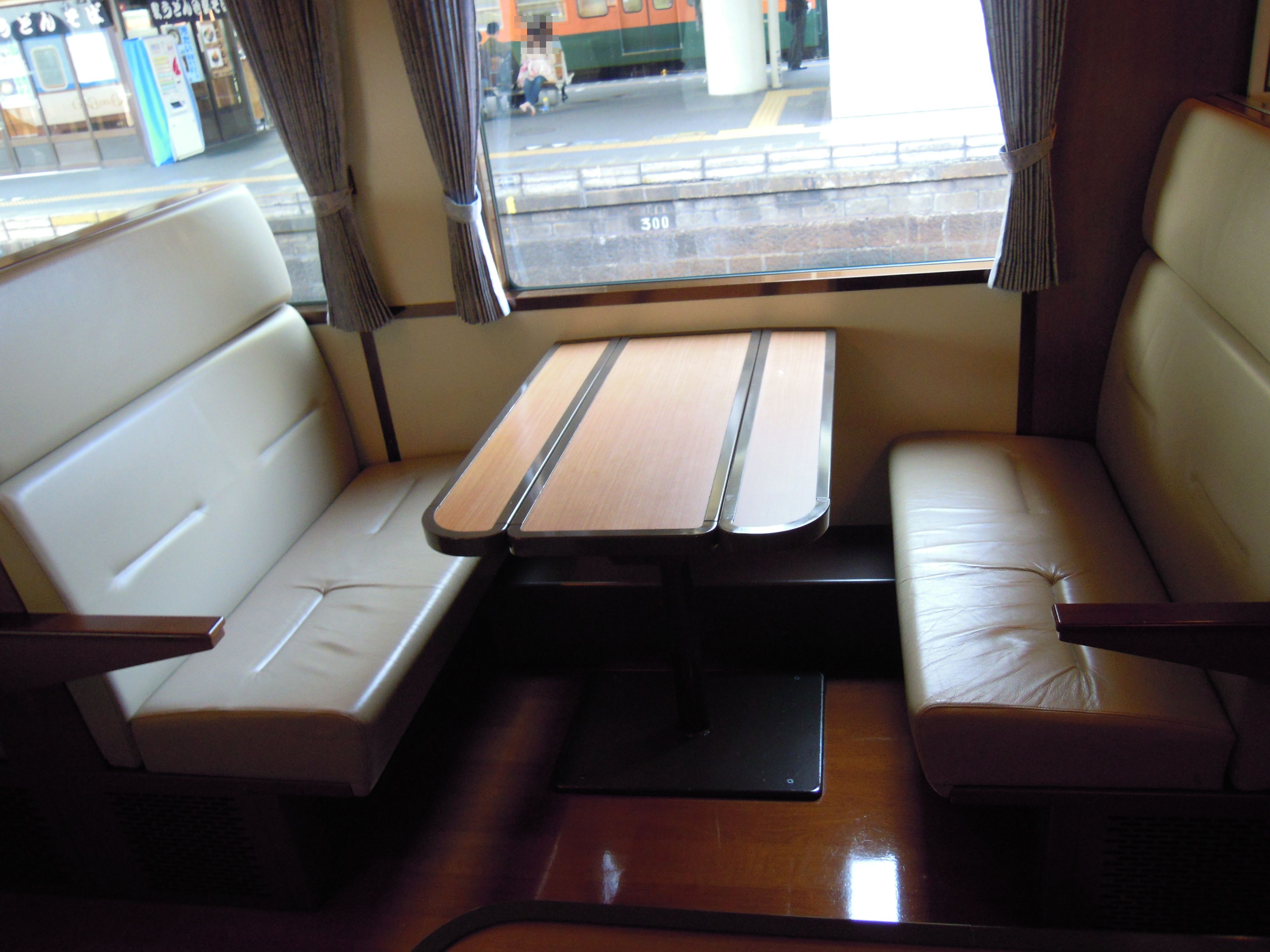
指定席（海邊）
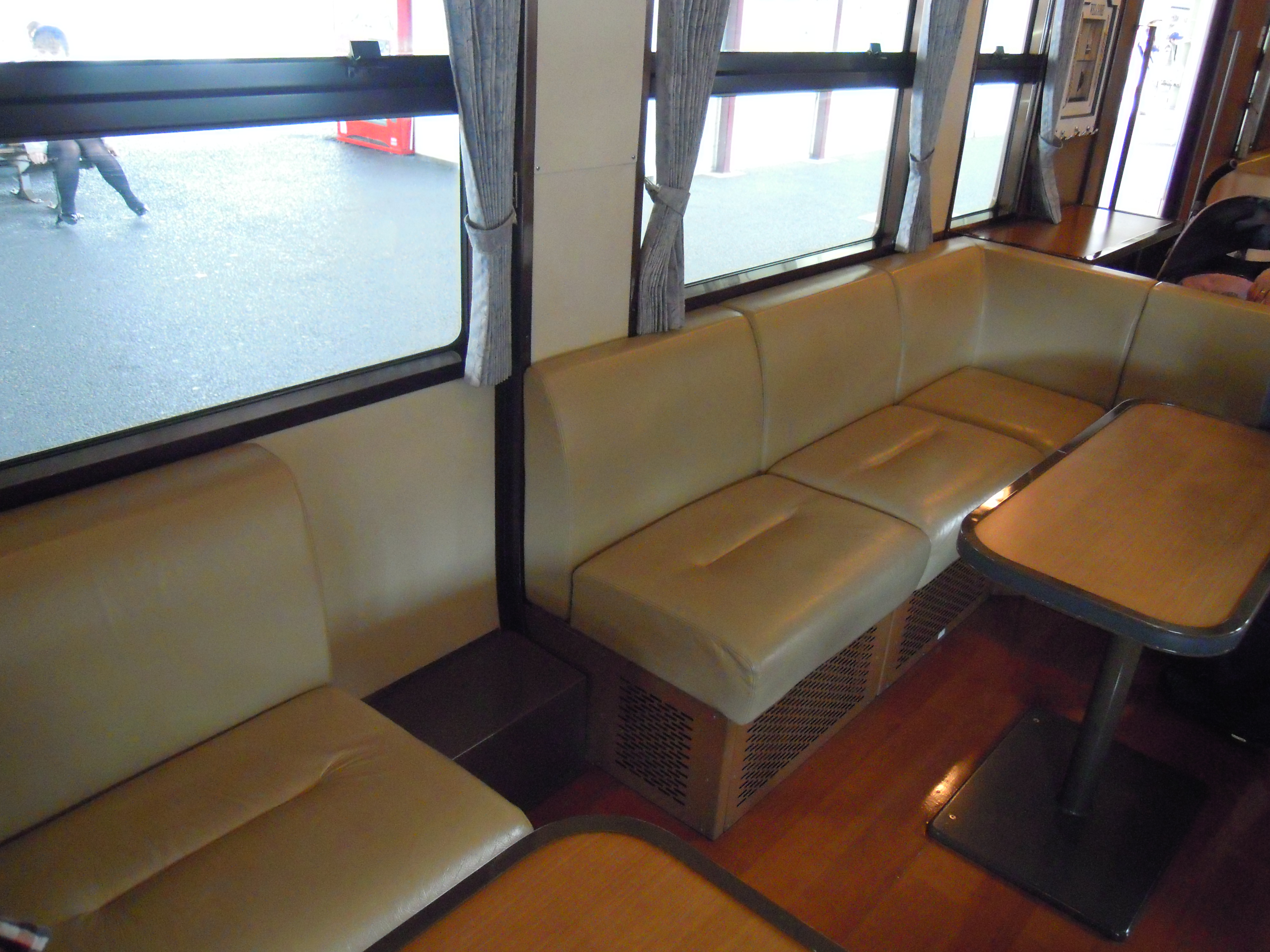
指定席（山邊，座位是望向海邊）
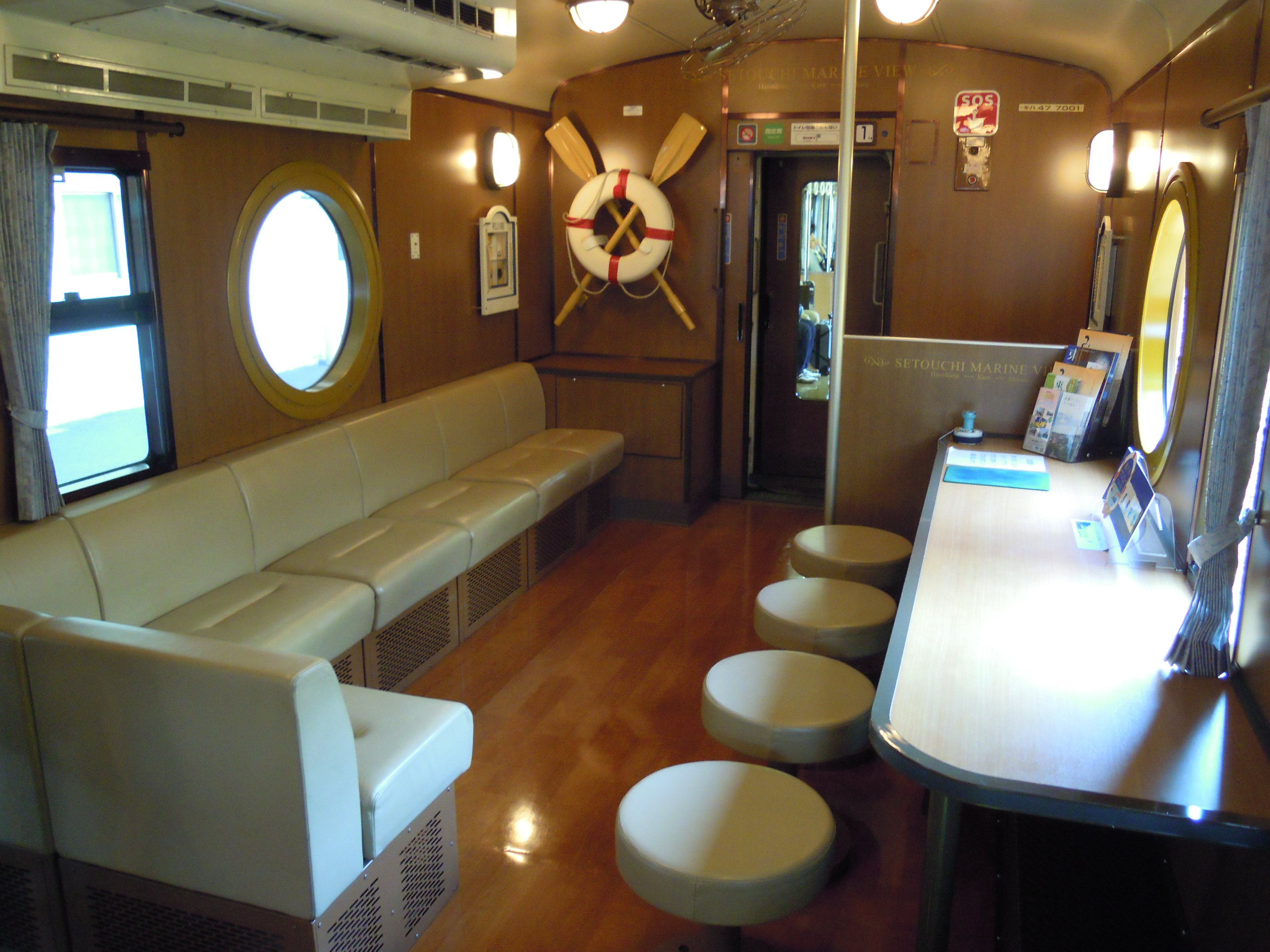
自由空間（左）和櫃檯（右）
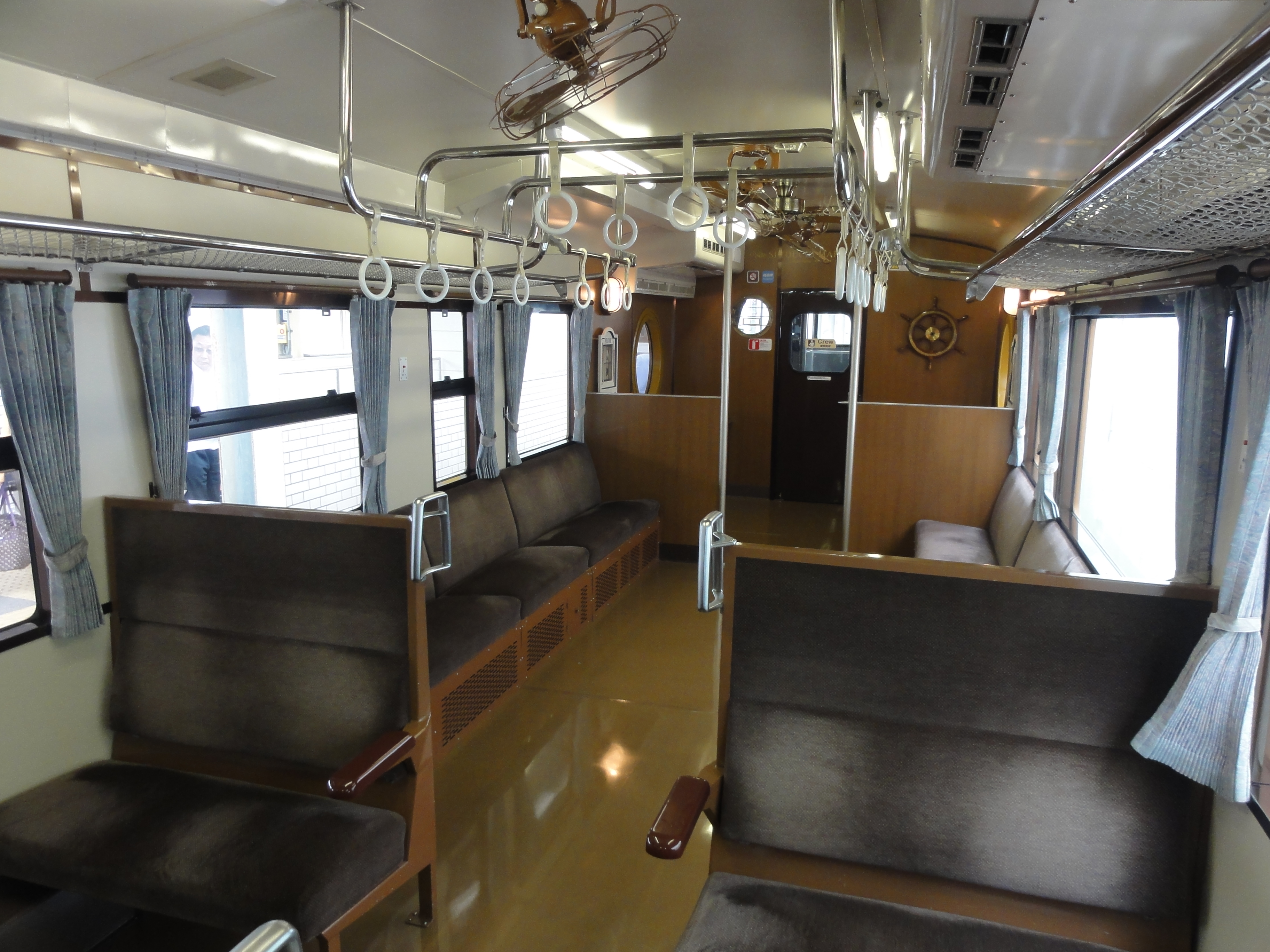
自由席

### 觀光資訊
在三原站和竹原站等車站月台上，會設有觀光資訊板，並以紅色圓圈突顯該資訊板的重要性。另外，在2010年7月起，毎月的第2和第4個星期六，1號班次的車廂內會有志願者向旅客介紹觀光資訊。

## 吳線優等列車概略

### 宮島
「宮島」號列車的前身是在1956年開設的準急列車，當時在京都站至岡山站之間與宇野站到發的列車（後來名為「鷲羽」）串聯運輸。在1958年升級為急行列車時命名為「宮島」，而與「宮島」的串聯列車改為途經伯備線的急行「大山」。在1961年改用柴油列車行走，在1962年再改用電動列車行走，同時由途經吳線改為途經山陽本線。在1962年當時，急行「宮島」共有2個往返班次，行走於東京站至廣島站之間，使「宮島」成為了使用急行型電動列車中，行走最長距離的日本定期列車（894.8km），隨後沒有其他列車打破這個紀錄。 
後來，隨著東海道新幹線和山陽新幹線開業後，運輸區間慢慢縮短。在吳線電氣化後，「宮島」改回途經吳線。在最後的日子，「宮島」只行走於新大阪站至廣島站之間。最後在1972年3月，「宮島」併入至「安藝」時被廢除。

### 安藝
在1935年吳線全線開通時，原本從東京到發的急行7、8列車從途經山陽本線改經吳線。後來在戰爭時期，途經吳線的急行列車全部廢除。而「安藝」號列的前身是在戰後1949年開設的急行43、43列車，當時行走於東京站至姬路站之間。後來該列車延長至岡山站到發。在1950年5月，行走區間延長為東京站至廣島站之間，列車編號改為急行23、24列車。在同年の11月，39、40列車附上了愛稱「安藝」。但是在5月駛入至廣島站之際，廣島鐵道局公開招募列車名稱，當時選取了「雲雀」作為列車名稱，而國鐵總部決定把正式名稱定為「安藝」前，廣島與關西地區部分時間表仍使用「雲雀」這個名稱。
截至當初開始運輸時，「安藝」連結了二等、三等座位車廂與行李車廂。在1954年開始連結二等臥車，在1956年開始連結三等臥車，在1958年開始連結餐車。隨著「宮島」改經山陽本線並改用電動列車行走，「安藝」於1962年10月起減少座位車廂數目，變成為臥鋪列車。成為了連接東京與吳、廣島地區之間的直通夜行急行列車。另外，由於山陽本線電氣化時，吳線仍然是非電氣化，因此在糸崎站至廣島站之間由蒸氣機車牽引。在1968年尾，於蒸氣機車車頭掛上了宮島圖案的頭牌，成為了蒸氣機車其中一個熱潮。吳線在1970年電氣化，使行走於東京站至廣島站之間的直通列車「安藝」被廢除，由途經山陽本線的特急「朝風」以加班取代。同時間新的「安藝」登場，該「安藝」是把行走於新大阪站至三原站之間的急行「鞆」之1個往返班次改為「安藝」，該班次由三原站到發延長至吳站到發和途經赤穗線。
隨著山陽新幹線岡山站啟用而實施時間表修正，途經吳線的電動列車急行「安藝」統一行走區間，所有班次均行走於岡山站至廣島站之間，成為了新幹線的接駁急行列車，當時設有3個往返班次。後來隨著山陽新幹線博多站啟用而實施時間表修正，途經吳線的急行「安藝」被廢除，同時間再次有新的「安藝」登場。新的「安藝」是把行走於新大阪站至下關站之間的夜行急行「音戶」之1個往返班次改為「安藝」，該班次同時從急行升級為特急。但是隨著山陽新幹線開業，沿線的乘客均改用新幹線，加上列車在廣島縣內的行走時段未能吸收乘客乘坐，因此除了多客時期外，其餘時期的使用量都比較低。使「安藝」最後在1978年10月2日被廢除。自此不論日間列車還是夜行列車，再沒有優等列車途經吳線。
列車名稱取自廣島縣西部的舊國名「安藝國」。

### 七浦
在1950年，開設了行走於大阪站至廣島站之間的準急307・308列車。該列車在大阪站至岡山站之間與於須崎站到發的列車串聯運輸。後來在1959年附上了列車愛稱「七浦」。在1961年，為了舒緩擁擠的情況，另外開設了「音戶」。在1968年，「七浦」併入至「音戶」而廢除。
列車名稱取自安藝的宮島（嚴島）附近的景點「七浦」。

### 音戶
為了增強京阪神至廣島之間的夜間運輸能力，便於1961年開設了臥鋪急行列車「音戶」，當時行走於新大阪站至廣島站之間。在1962年從廣島站延伸至下關站。在1968年10月起，隨著「七浦」併入至「音戶」，「音戶」增加1個往返班次，新增的班次行走於京都站至廣島站之間，該新增的班次不是臥鋪急行，只連結座位車廂。在1973年10月至廢除前的1975年3月，「音戶」使用12系客車行走，這是首次設有定期列車使用12系客車。
列車名稱取自廣島縣吳市中，本州與倉橋島之間的海峽名稱「音戶之瀨戶」。

## 吳線優等列車、觀光列車之演變

### 國鐵時代優等列車時代
- 1935年（昭和10年）11月：吳線全線開通，行走於東京站至下關站之間的急行7、8列車改經吳線。
- 1945年（昭和20年）3月：途經吳線的急行7、6列車（行走於東京站至門司站之間，但是廣島站以西區間已經率先暫停服務）被廢除。
- 1949年（昭和24年）
  - 9月15日：開設行走於東京站至姬路站之間的急行43、42列車。
  - 12月：急行43、42列車的運輸區間改為東京站至岡山站之間。
- 1950年（昭和25年）
  - 5月：急行43、42列車的運輸區間改為東京站至廣島站之間，列車編號改為23、24列車。
  - 10月1日：開設行走於大阪站至廣島站之間（途經吳線）的準急307、308列車。
  - 11月8日：急行23、24列車改為39、40列車，並附上愛稱「安藝」。
- 1953年（昭和28年）3月15日：「安藝」的列車編號改為21、22列車。
- 1956年（昭和31年）11月19日：實施時間表修正，開設行走於京都站至廣島站之間（途經吳線）的準急305、306列車始。
- 1957年（昭和32年）10月1日：準急307、308列車的運輸區間改為京都站至廣島站之間。
- 1958年（昭和33年）10月1日：準急305、306列車升級為急行列車，並附上愛稱「宮島」。
- 1959年（昭和34年）9月22日：準急307、308列車附上愛稱「七浦」。
- 1960年（昭和35年）6月1日：開設行走於岡山站至廣島站之間（途經吳線）的準急「吉備」，共有1個往返班次。
- 1961年（昭和36年）10月1日：「宮島」改用KiHa58系柴油列車（日语：国鉄キハ58系気動車）。同日，開設行走於大阪站至廣島站之間（途經吳線）的急行「音戶」。「安藝」列車編號改為23、24列車。
- 1962年（昭和37年）
  - 6月10日：「宮島」改經山陽本線。另外，行走於岡山站至岩國站之間的準急「錦」改經吳線。
  - 10月：「音戶」的運輸區間改為大阪站至下關站之間。
- 1964年（昭和39年）
  - 3月20日：「宮島」的運輸區間改為大阪站至廣島站之間（上行1號為前往新大阪）。原本行走於廣島站至長崎站之間的急行「出島」之運輸區間改為吳站至長崎站之間。
  - 10月1日：東海道新幹線開業，「音戶」的運輸區間改為新大阪站至下關站之間。
- 1965年（昭和40年）10月：「宮島」只剩下1個往返班次，行走於大阪站至廣島站之間。「安藝」的列車編號改為25、26列車。
- 1966年（昭和41年）3月5日：「吉備」和「七浦」升級為急行列車。
- 1968年（昭和43年）10月1日：「七浦」併入至「音戶」而廢除。使「音戶」增至2個往返班次。「錦」升級為急行列車並併入至「吉備」而廢除。使「吉備」增至2個往返班次。「安藝」的列車編號改為37、38列車。
- 1970年（昭和45年）10月1日：吳線電氣化。「安藝」變為行走於大阪站至吳站之間的急行列車，設有1個往返班次。「宮島」改經吳線，「吉備」1個往返班次改經山陽本線並併入至「山陽」。
- 1972年（昭和47年）3月15日：「吉備」、「宮島」併入至「安藝」。「安藝」的運輸區間變為岡山站至廣島站之間（途經吳線），共有3個往返班次。
- 1975年（昭和50年）3月10日：山陽新幹線博多站啟用，「安藝」改為行走於新大阪站至下關站之間的特急列車（該班次原本名為「音戶」），設有1個往返班次。「音戶」被廢除。
- 1978年（昭和53年）10月2日：「安藝」被廢除。

### 觀光列車時代
- 2005年（平成17年）3月19日：開設使用211系的「超級沙龍「夢路」」編成（3卡編成）行走快速「瀨戶內散步號」[21]。
- 2005年（平成17年）10月1日：開設使用KiHa47形7000番台（2卡編成）行走快速「瀨戶內Marine View」。除非別有說明，否則隨後以下改動都是指「瀨戶內Marine View」。
- 2006年（平成18年）3月18日：在廣站至三原站之間改為各站停車。
- 2010年（平成22年）7月 - 10月：受到大雨的影響，使吳線部分區間不能通行，列車服務暫停。
- 2011年（平成23年）3月12日：從幾乎毎日2個往返班次，改為只於星期六及假日1個往返班次。廣站至三原站之間回復快速運輸[14]。
- 2012年（平成24年）1月7日：列車延長至山陽本線宮島口站到發。開設行走於宮島口站至三原站之間的快速「清盛Marine View」[11]。這個措施實施直至2013年1月14日。
- 2017年（平成29年）3月4日：不再設有班次號數。上下行都是以「瀨戶內Marine View」的名義行駛。
- 2018年（平成30年）7月7日：受到暴雨影響，部分行走區間不能通行，直至同年12月14日前暫停服務。
- 2019年（令和元年）
  - 10月5日：列車開始延長至尾道站。
  - 12月22日：「瀨戶內Marine View」結束運行。
- 2020年（令和2年）10月3日：在「瀨戶內Marine View」結束運行後。把其專用列車再次改裝為KiRo47形7000番台（2卡編成），改裝後以新的快速「etSETOra」開始運行。去程從廣島站前往尾道站，途經吳線，回程從尾道站前往宮島口站之間，途經山陽本線[4]。除非別有說明，否則隨後以下改動都是指「etSETOra」。
- 2021年（令和3年）10月2日：回程由途經山陽本線改為吳線，並且去程的路線一樣，使「etSETOra」變為行走於廣島站至尾道站之間，途經吳線[22]。

## 注腳